# Ніколас Єнсен
Ніколас Б. Єнсен (дан. Nicholas B. Jensen; 8 квітня 1989, м. Копенгаген, Данія) — данський хокеїст, центральний нападник. Виступає за «Ольборг Пайретс» у Метал Лізі.
Виступав за «Ольборг Пайретс», САНІ-Плеттсберг (NCAA III).
У складі національної збірної Данії учасник чемпіонату світу 2015 (4 матчі, 1+0). У складі молодіжної збірної Данії учасник чемпіонатів світу 2008 і 2009 (дивізіон I). У складі юніорської збірної Данії учасник чемпіонатів світу 2006 (дивізіон I) і 2007 (дивізіон I).
Брат: Александер Єнсен.